# Kardinaalsmutsstippelmot
De kardinaalsmutsstippelmot (Yponomeuta cagnagella) is een vlinder uit de familie van de stippelmotten (Yponomeutidae).

## Parasieten

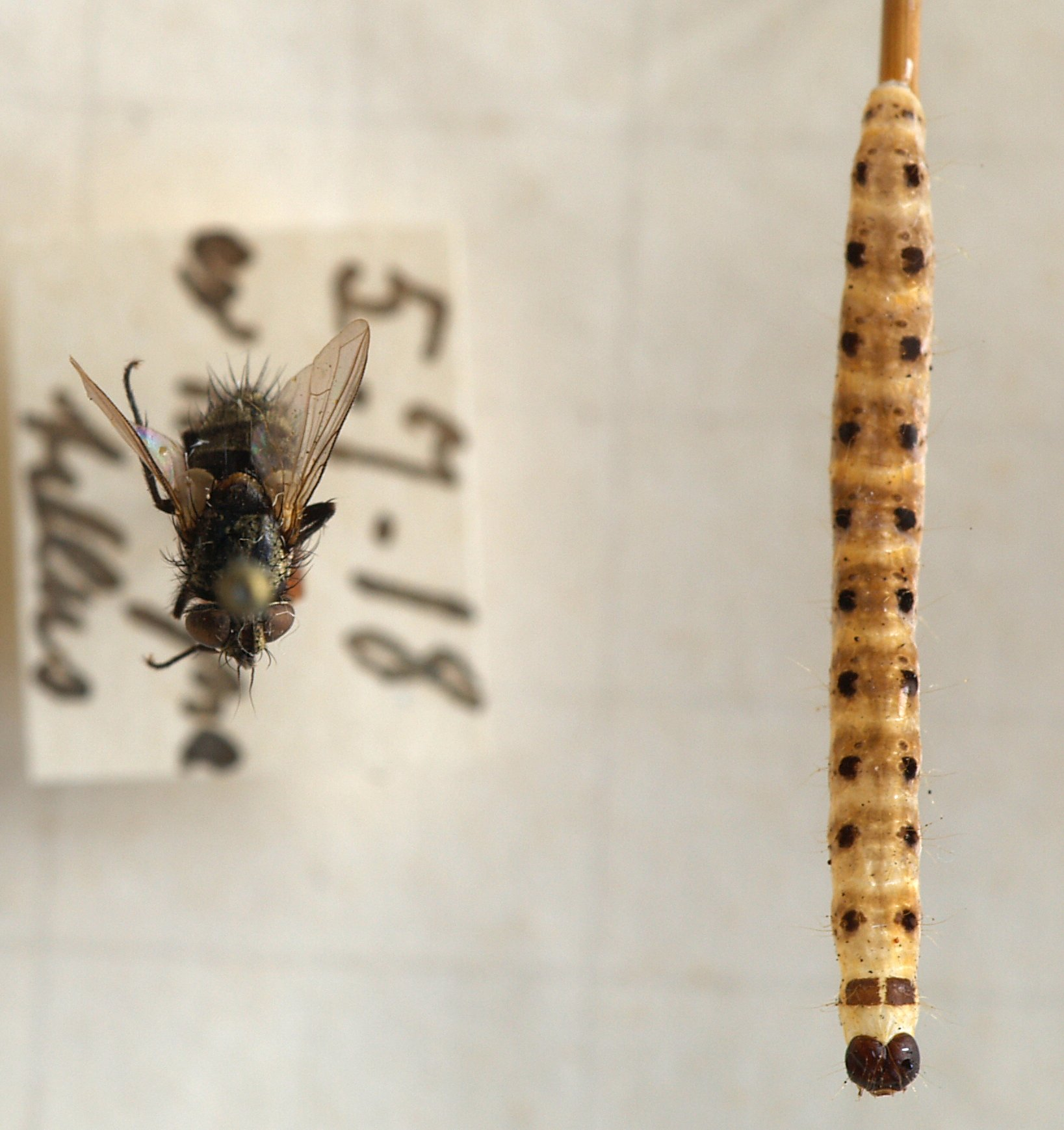
sluipvlieg parasiterend op de rups

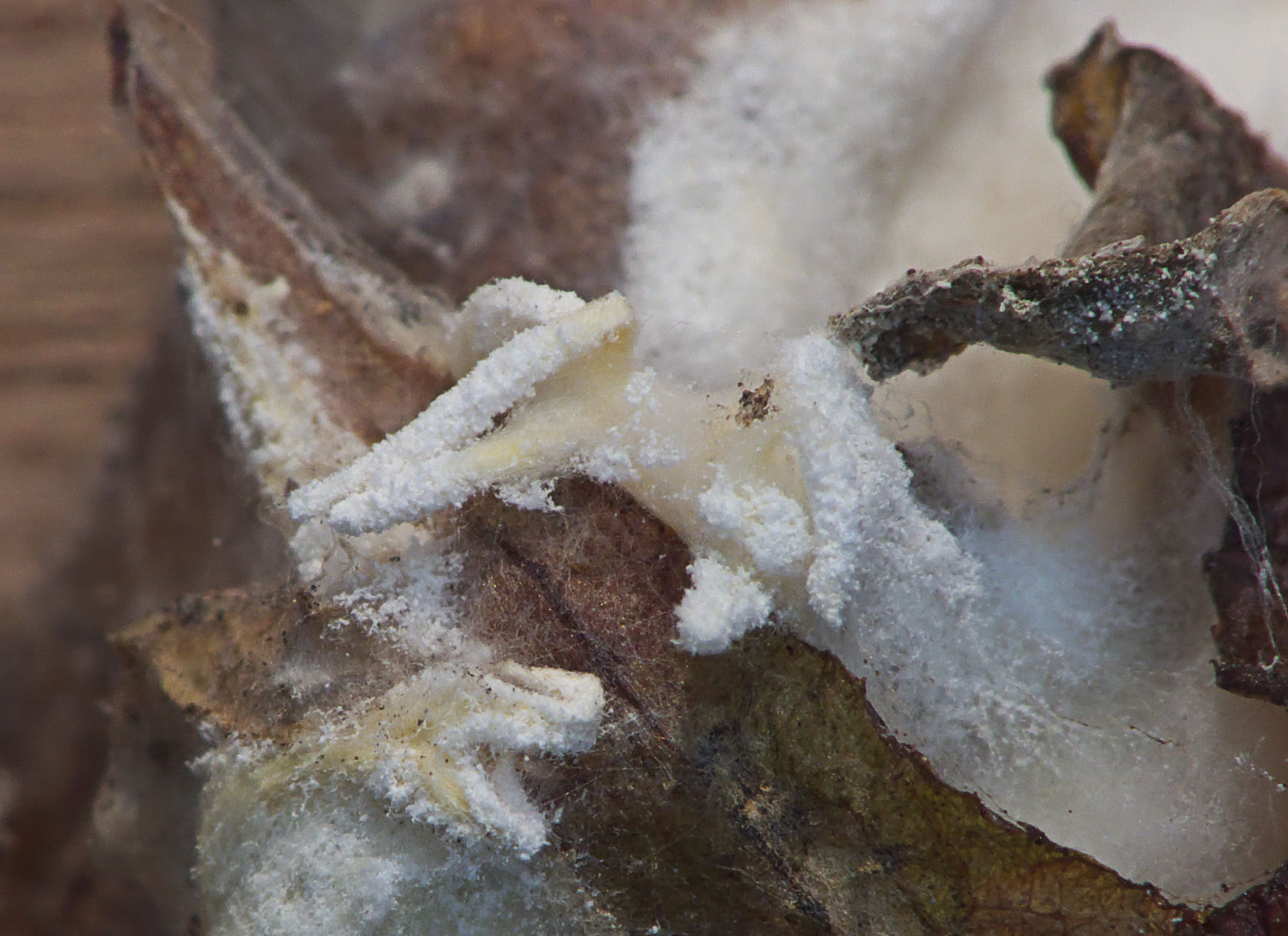
Bepoederde rupsendoder, een schimmel, op poppen van de kardinaalsmutsstippelmot

## Kenmerken
De spanwijdte van de vlinder bedraagt 19 tot 26 millimeter. De rups is geelbruin met twee rijen zwarte stippen. 
De eieren zijn rond en afgeplat. Ze zijn aanvankelijk geel van kleur en worden dan bruin.
De mot is uiterst moeilijk, zelfs met microscopisch onderzoek aan de genitaliën, te onderscheiden van de meidoornstippelmot, de appelstippelmot en de wilgenstippelmot.

## Levenswijze
Er is één generatie per jaar. De soort overwintert in het ei als een klein rupsje. In mei mineren de rupsjes in een topblad dat daardoor verwelkt. Van mei tot juni leven de rupsen in spinsels, die de hele struik kunnen bedekken. Ze kunnen een hele struik kaal vreten. Verpopping vindt plaats in mei en juni. Na tien tot twintig dagen komt de mot tevoorschijn. Hij vliegt van juni tot in oktober. 

## Waardplant
Waardplanten van de kardinaalsmutsstippelmot zijn soorten kardinaalsmuts, met name wilde kardinaalsmuts.

## Verspreiding
Hij komt verspreid over Europa voor.
De kardinaalsmutsstippelmot is in Nederland en in België een algemene soort, die verspreid over het hele gebied kan worden gezien.

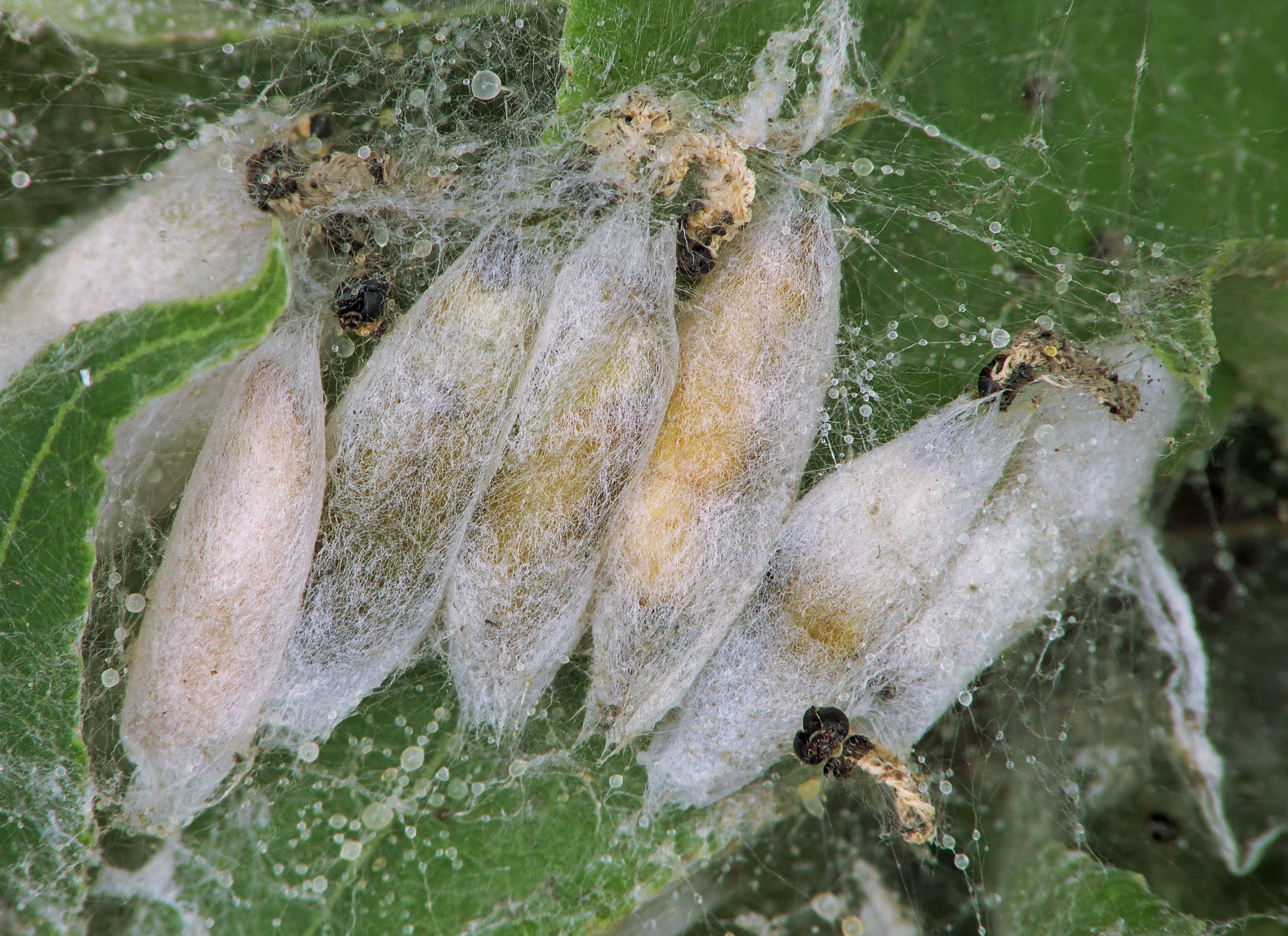
Poppen van de kardinaalsmutsstippelmot